# Strada Vigentina
La strada Vigentina è uno storico itinerario che collega Milano con Pavia passando per Siziano, effettuando un percorso alternativo alla ex Strada statale 35 dei Giovi, "Pavese", passante invece per Binasco. Oggi è classificata come strada provinciale 28 nella città metropolitana di Milano e strada provinciale 205 nella provincia di Pavia.

## Storia
La strada collega Milano, in particolare il quartiere Vigentino, a Pavia. A partire dagli anni sessanta il percorso originale della strada venne modificato in più parti; il tratto iniziale che un tempo era il proseguimento di Via G. Ripamonti a Milano fino al centro abitato di Opera venne trasformato in strada statale 412 della Val Tidone, accorciandone così il tracciato; a Pieve Emanuele il percorso venne spostato più a ovest evitando il centro abitato per poi proseguire verso sud-ovest andandosi ad innestare al km 6÷900 della SP 40 eludendo così il passaggio a livello (oggi non più esistente) della Ferrovia Milano-Genova mediante il cavalcavia della SP 40. Infine a Siziano e a San Genesio ed Uniti il tracciato odierno evita i centri abitati passando ad est degli stessi.

## Percorso
La strada oggi è divisa in due tratti distinti:
- SP 28 (città metropolitana di Milano): ha origine a sud di Opera (via Armando Diaz) e, dopo aver attraversato la zona industriale della cittadina, entra per un breve tratto nel comune di Locate di Triulzi in località Moro, ricalcando il percorso originario. Qui, dopo avere attraversato il fiume Lambro Meridionale, entra nel territorio di Pieve Emanuele, la strada oggi passa esternamente all'abitato al quale è collegata tramite tre rotatorie, la prima connette il nucleo storico, oltre che la frazione di Fizzonasco, la seconda presso Via dei pini e la terza per Via delle rose, due ulteriori rotatorie recentemente realizzate permettono il raggiungimento della fermata ferroviaria e della zona industriale, poche centinaia di metri più a sud termina il suo percorso presso la rotonda della SP 40 di Villamaggiore, dopo essere entrata nel comune di Lacchiarella;

- SP 205 (provincia di Pavia): ha inizio come proseguimento di Via Vigentina nel comune di Pavia, presso l'omonima uscita della tangenziale nord, qui prosegue con un andamento rettilineo che coincide con il percorso originario e che va a lambire la frazione pavese di Mirabello,  proseguendo verso nord si incontra San Genesio ed Uniti, il tracciato odierno passa ad est del centro abitato che è accessibile attraverso tre rotatorie, la seconda delle quali permette di raggiungere anche la frazione di Due Porte. Successivamente si passa paralleli alla frazione di Ponte Carate, sempre con un andamento rettilineo la strada giunge presso Zeccone, dove è presente una rotatoria per giungere a Certosa di Pavia, superata la quale si passa internamente all'abitato dove sono presenti diversi semafori a chiamata per facilitare il passaggio di pedoni da una parte all'altra del paese, in uscita da esso è presente una rotatoria per giungere a Bornasco, in questo tratto la strada assume un andamento curvilineo che impone un limite di velocità a 70 Km/h. Si giunge a Pontelungo nel comune di Vidigulfo, comune raggiungibile attraverso la SP 50 dir, che ivi si dirama con una rotatoria, il tratto seguente presenta una sede stradale molto larga ed entra nel comune di Siziano, prima affiancando la frazione di Cascina Bonate e, dopo il bivio con la SP 50 per Vidigulfo, affiancando anche la frazione di Campomorto, la strada qui passa con una variante esternamente all'abitato di Siziano, raggiungibile attraverso due rotatorie, delle quali la prima collega Via E. De Filippo e la zona artigianale, la seconda con il quartiere Bettola e il centro sportivo, successivamente un incrocio, regolato da semaforo a chiamata, collega il centro del paese. A nord di esso si incrocia con la SP 40 al confine con la provincia di Milano, qui la strada originale continuava in direzione nord per immettersi nell'abitato di Pieve Emanuele dopo aver incrociato la ferrovia Milano-Genova tramite passaggio a livello, che è stato soppresso nel 2009, tale tratto presenta ancora la segnaletica di strada provinciale nonostante sia ormai sostanzialmente priva di traffico ed utilizzata solo dai veicoli provenienti da un'azienda agricola, qui la strada ha una sede stradale molto ristretta e costeggia la stazione radio di Siziano, dismessa dal 2022.

Si noti che il chilometraggio della strada nel tratto milanese parte da nord (Opera) verso sud (Villamaggiore). Quello del tratto pavese, invece, parte da sud (Pavia) verso nord (Siziano).

### Lavori in corso
Il tratto nel comune di Siziano, posto al centro dell'itinerario ed in corrispondenza dell'intersezione con la SP40, la maggiore delle arterie che questa strada incrocia, è stato oggetto di progetti atti ad un migliore deflusso del traffico ed al contempo ad un allontanamento dello stesso dal centro abitato, nel 2007 viene proposta una nuova variante in sostituzione a quella già presente, la quale si collegherà alla provinciale Melegnano-Binasco in corrispondenza del polo industriale nord di Siziano, partendo dalla rotonda posta a sud dell'abitato. Negli anni successivi è stato costruito il primo tratto urbano all'interno della zona artigianale, nel 2024 viene approvato il progetto del rimanente segmento extraurbano che sarà finanziato con fondi privati. L'attuale tracciato sarà devoluto al comune di Siziano.

## Strada provinciale 28 dir Vigentina
La strada provinciale 28 dir Vigentina, di circa 1,2 km, unisce l'omonima uscita della SP ex SS 412 della Val Tidone alla rotonda di via Abruzzo / via Armando Diaz a Opera.